# Chazaliella insidens
Chazaliella insidens är en måreväxtart som först beskrevs av William Philip Hiern, och fick sitt nu gällande namn av Ernest Marie Antoine Petit och Bernard Verdcourt. Chazaliella insidens ingår i släktet Chazaliella och familjen måreväxter.

## Underarter
Arten delas in i följande underarter:
- C. i. insidens
- C. i. liberica